# Butterfly (álbum de Mariah Carey)
Butterfly é o sexto álbum de estúdio da cantora, compositora e produtora estadunidense Mariah Carey, lançado em 16 de setembro de 1997 pela Columbia Records. O álbum contem canções com estilo adulto-contemporânea e hip hop, bem como algumas melodias mais suaves e contemporâneas. Ao longo do projeto, Carey trabalhou com Walter Afanasieff, com quem ela escreveu e produziu a maior parte do material de seus álbuns anteriores. Ela também trabalhou com muitos produtores e rappers de hip hop famosos, como Sean "Puffy" Combs, Q-Tip, Missy Elliott e os Trackmasters. Com este último produzindo a maior parte do álbum, Butterfly' desviou-se do som contemporâneo do trabalho mais antigo de Carey.
Com Butterfly, Carey continuou a transição que começou com o álbum anterior, Daydream (1995), que a impulsionou ainda mais para o mercado de R&B e hip hop e ainda mais longe do contexto pop de seu trabalho anterior. Durante seu casamento com Tommy Mottola, Carey tinha pouco controle sobre os passos criativos e artísticos que ela fazia em seus álbuns; no entanto, após o divórcio no meio da concepção do álbum, ela foi capaz de refletir sua maturidade criativa e evolução na gravação do álbum. Carey escreveu no encarte de seu décimo segundo álbum de estúdio, Memoirs of an Imperfect Angel (2009), que ela considera Butterfly sua obra-prima e um ponto de mudança na sua vida e carreira.
Cinco singles foram lançados para a promoção da obra; dois lançamentos comerciais em todo o mundo e três singles promocionais limitados. "Honey", o single principal do disco, liderou as paradas nos EUA e Canadá e alcançou o top 5 na Nova Zelândia, Espanha e Reino Unido. O quinto single do álbum, "My All", tornou-se um dos dez mais vendidos da Europa e liderou as paradas nos EUA. Para promover Butterfly, Carey embarcou na digressão Butterfly World Tour, que visitou a Austrália, o Japão e Taiwan, com um show nos Estados Unidos. Butterfly foi indicado à três prêmios Grammy na 40ª cerimônia anual.
Butterfly recebeu críticas positivas de críticos de música, muitos dos quais abraçaram a transição musical de Carey. Os críticos elogiaram o álbum por seu som maduro e produção e elogiaram a direção musical da cantora. Embora lançado durante o conflito altamente noticiado de Carey com a Sony Music, o álbum se tornou um enorme sucesso comercial, liderando as paradas de álbuns em muitos países, incluindo Austrália, Canadá, Japão, Países Baixos e Estados Unidos. Foi certificado cinco vezes platina pela Recording Industry Association of America (RIAA), recebeu o Million Award no Japão e vendeu mais de 10 milhões de cópias em todo o mundo.

## Antecedentes
Carey começou a trabalhar em Butterfly em janeiro de 1997. Durante o desenvolvimento do álbum em meados de 1997, Carey se separou de seu marido, o executivo musical Tommy Mottola, que administrava sua carreira desde 1990. O crescente controle de Carey sobre sua carreira levou à especulação na imprensa sobre o futuro do casal, que depois se divorciaram. Ao longo do desenvolvimento do material, em um afastamento de seu estilo anterior, Carey trabalhou com vários rappers e produtores envolvidos com a música hip hop, incluindo Sean "Puffy" Combs, Q-Tip, Missy Elliott e Jean Claude Oliver e Samuel Barnes do Trackmasters. Os críticos viram a nova equipe de produção de Carey como uma forma de vingança contra Mottola e Sony Music. Carey negou ter tomado uma direção radicalmente nova, e insistiu que o estilo musical de seu novo álbum era de sua própria escolha. No entanto, Carey ressentiu-se do controle que a Sony, cujo presidente era Mottola, exercia sobre sua música, impedindo-a de fazer música sobre a qual ela era realmente apaixonada. Em contraste, a Sony estava preocupada que Carey, sua artista de com mais vendas, pudesse comprometer o sucesso de seus novos trabalhos com suas ações.
A pressão da separação e o constante assédio da imprensa começaram a prejudicar o psicológico de Carey. As diferenças criativas crescentes com o produtor Walter Afanasieff terminaram seu relacionamento de trabalho, depois dele colaborar na maior parte da produção anterior de Carey. O ponto de ruptura veio após uma discussão acalorada durante uma longa sessão de gravação, durante a direção musical do álbum. Carey também enfrentou críticas da mídia sobre sua escolha de produtores e vários jornais ligaram Carey romanticamente a vários rappers, sugerindo que esses relacionamentos influenciaram suas decisões. No entanto, Carey negou as acusações, afirmando que ela só tinha dormido com seu ex marido.

## Escrita e composição
Com uma variedade de escritores e produtores e sua nova direção musical, o álbum tornou-se um enorme sucesso comercial. Carey e Combs escreveram o primeiro single da obra, "Honey". Combs acreditava que esta era uma boa música, mas não tinha certeza de como seria comercialmente se fosse lançada devido à sua pesada influência do hip hop. O remix para "Honey" incluiu os vocais de rap de Da Brat, The LOX e Mase, e alguns versos foram batidos pelo próprio Combs. A faixa era bem diferente das gravações anteriores de Carey, e foi descrita pelo autor Chris Nickson como "música hip-hop street, com um baixo explosivo". A melodia da canção foi dirigida por do Q-Tip que assumiu os tambores de programação e Stevie J o teclado eletrônico. A produção de Combs deu à música um efeito "leve e arejado", distanciando-a ainda mais do som contemporâneo explorado por Carey. "Honey" apresentou amostras musicais de "The Body Rock", de Treacherous Three, e "Hey DJ" de The World's Famous Supreme Team. A faixa explorou a sonoridade hip hop e R&B com traços de música pop e foi descrita como "[música com um] refrão cativante, combinando hip hop e pop em algo que simplesmente não seria negado por ninguém, e oferecendo um começo poderoso para o disco".
O segundo single do álbum, "Butterfly", foi uma das baladas que Carey escreveu com Afanasieff. Carey descreveu a canção como a "balada favorita que ela já havia escrito", uma que foi mais pessoal do que seu trabalho anterior, já que as emoções transmitidas pela música aludem ao quão significativas as letras são para ela. Carey escreveu apenas as letras enquanto Afanasieff, que compôs a música com Dan Shea, tocou os instrumentais da faixa e adicionou alguns toques pessoais de R&B. Outra balada que Carey escreveu com Afanasieff foi "My All", escrita em contraste com a maioria das canções de hip-hop do álbum. Carey descreveu a música como tendo "um som exuberante e estilo intenso". Ele apresentava arpejos de guitarra, que foram sinteticamente criados usando samples e notas de teclado. "The Roof", incorporou fragmentos de "Shook Ones (Part II)" de Mobb Deep, e foi produzido por Carey, Poke & Tone e Cory Rooney.

"Eu já tinha o gancho, assim como uma melodia e letra para o refrão. Então ela e eu colaboramos em uma nova melodia para os versos, e fizemos o primeiro verso e a segunda metade juntos."

—Carey, falando sobre trabalhar com Elliott em "Babydoll".
"Fourth of July", uma das baladas mais lentas do álbum, também foi escrita apenas por Carey e Afanasieff, mas não foi lançada como single. A música foi percebida como tendo influências de jazz e foi comparada com alguns dos trabalhos mais antigos de Carey, como "Vanishing" e "The Wind". As próximas duas faixas do disco, "Breakdown" e "Babydoll", foram descritas como "a espinha dorsal do álbum, sua verdadeira declaração de independência" por Nickson. "Breakdown" foi escrito por Carey e Puffy e incluiu versos de rap de Wish Bone e Krayzie Bone do Bone Thugs-n-Harmony. O autor Chris Nickson escreveu que "'Breakdown' mostrou Mariah pisando vigorosamente em território que era novo para ela e o tornando-se seu". Para "Babydoll", Carey se uniu à Missy Elliott, após ser inspirada pelos trabalhos da rapper no segundo álbum da cantora Aaliyah, One in a Million (1996). A faixa foi gravada em Atlanta, onde Elliott residia, e incluía os vocais de fundo do amigo de longa data de Carey, Trey Lorenz. "Babydoll" foi descrito como "uma peça vocalmente dirigida", com forte harmonia jazzística fornecida por Cory Rooney. Outras canções que incorporaram influências de R&B em baladas foram "Whenever Call" e "Close My Eyes", que foram pessoalmente importantes para Carey devido ao seu conteúdo lírico. Enquanto ambos eram baladas semelhantes ao trabalho anterior de Carey, Nickson disse:

"Embora tenham o padrão de qualquer coisa que Mariah já tenha feito antes, eles sofreram em comparação. Mas mesmo aqui, a nova Mariah podia ser ouvida na consciência dos arranjos e da maneira como sua voz era, ao invés de qualquer instrumento, que controlava a música. Ela tinha crescido ao ponto de ter menos atrás dela realmente acabou por ser mais, pela música e por ela. Também foi notável que, como as outras baladas antigas, estas duas eram muito inclinadas para o R&B".

Carey escreveu a música "Fly Away (Butterfly Reprise)" com o famoso produtor de house music David Morales. Ao imaginar o conceito de "Butterfly", Carey pretendia que a música fosse um disco de house music, mas depois de escrevê-lo, transformou-a em uma balada. Carey expressou o desejo de apresentar seu conceito house, além da balada que se tornaria "Butterfly". Morales pegou as letras, o conceito e a melodia de Carey e acrescentou uma batida house. Para o álbum, Carey gravou uma versão de "The Beautiful Ones", de Prince, com o vocalista do Dru Hill, Sisqó. A música foi uma das últimas faixas gravadas e foi a única música não inédita em Butterfly. A última música do álbum foi "Outside", uma balada que foi escrita por Carey, Afanasieff e Rooney, sobre a experiência de Carey ser biracial. Richard Harrington do The Washington Post descreveu a inclusão sutil do álbum de ambos os gêneros pop e R&B :

"Há duas Mariah Careys no Butterfly. Uma é a tradicionalista de orientação pop que trabalha muito eficientemente com seu parceiro profissional de longa data, o compositor e produtor Walter Afanasieff. A outra é uma fanática por hip-hop que trabalhou com Ol'Dirty Bastard em seu último álbum e se une aqui com vários dos influenciadores do gênero, mais notavelmente Sean "Puffy" Combs, o padrinho do hip-hop soul e o maior produtor de música pop de hoje em dia".

## Promoção

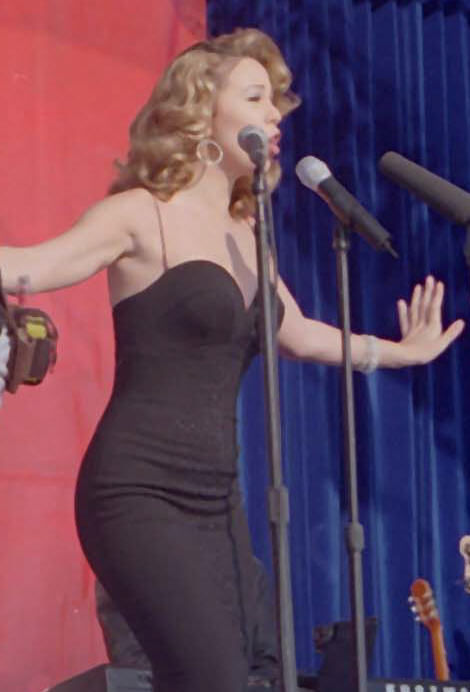
Mariah Carey12 Edwards Dec 1998.

Para promover Butterfly, Carey fez muitas aparições ao vivo. Em 12 de setembro de 1997, Carey foi entrevistada sobre sua separação de Mottola e cantou uma versão ao vivo de "Butterfly" e "Hero" no The Oprah Winfrey Show. Carey também apareceu como convidada musical em 15 de novembro de 1997 no Saturday Night Live, interpretando "Butterfly" novamente, assim como o "My All" de inspiração espanhola. Ela fez duas aparições no The Rosie O'Donnell Show; ela cantou "My All" e em sua visita de retorno, cantou "Close My Eyes" ao vivo pela primeira vez. Carey também performou em shows de prêmios, cantando "My All" no Blockbuster Entertainment Awards de 1998 e "Honey" no World Music Awards de 1998. Na Europa, Carey fez várias aparições promocionais na televisão. No Reino Unido, Carey cantou "My All" e "Honey" no Des O'Connor Show e Top of the Pops. Na Alemanha, ela cantou "Butterfly" no Wetten, dass..? e performou na televisão japonesa.
Inicialmente, Carey não havia planejado uma turnê, depois de receber críticas mistas nos EUA por sua turnê Music Box. No entanto, após o lançamento do álbum, muitos fãs pediram para Carey fazer uma turnê, especialmente na Ásia e na Austrália. Portanto, Carey embarcou na Butterfly World Tour; sua terceira turnê como artista principal e mais extensa até hoje. A turnê incluiu onze shows, quatro no maior estádio do Japão, o Tokyo Dome, um em Taiwan, cinco na Austrália e um nos Estados Unidos. Todos os 200 000 ingressos para seus shows no Japão esgotaram em uma hora; os outros dez shows também se esgotaram. Como parte de sua performance no Aloha Stadium para 50 000 espectadores no Havaí, Carey filmou um vídeo do concerto, Around the World. O vídeo foi um DVD de compilação que incluiu partes dos shows de Carey no Japão, Austrália e Havaí. A turnê foi um sucesso crítico e comercial. Tanto fãs quanto críticos elogiaram a qualidade do show e os vocais da cantora.

### Singles
Cinco singles foram extraídos de Butterfly, para sua promoção; alguns foram lançados apenas como singles para o airplay, enquanto outros eram lançados apenas em alguns territórios. "Honey" foi lançado como o primeiro single do álbum em 26 de agosto de 1997. A canção se tornou o décimo segundo single de Carey número um na Billboard Hot 100 e chegou ao topo das paradas no Canadá, enquanto alcançou o top-cinco na Nova Zelândia, Espanha e Reino Unido. Foi certificado platina pela Recording Industry Association of America (RIAA), pelas mais de um milhão de unidades comercializadas nos Estados Unidos, e recebeu uma certificação de ouro na Austrália. "Honey" foi bem recebido, com os críticos elogiando o som contagiante e a fusão inteligente de sons pop e R&B. a faixa título serviu como o segundo single do álbum, mas foi lançado como um single "somente-airplay" devido ao conflito de Carey com a Sony. Apesar de não ter sido lançado comercialmente pela gravadora, "Butterfly" alcançou o número dezesseis no Hot 100 Airplay, assim como o top vinte na Nova Zelândia.
"Breakdown" foi o terceiro single lançado do Butterfly. A música recebeu um lançamento limitado em alguns países, como os Estados Unidos, onde alcançou o número quatro no Hot R&B/Hip-Hop Songs. Além dos Estados Unidos, "Breakdown" alcançou um pico de número quatro na parada de singles da Nova Zelândia, além de entrar no top 40 na Austrália. Embora não seja um dos sucessos mais conhecidos de Carey, "Breakdown" continua sendo uma de suas canções mais elogiadas, recebendo elogios por ajudar na transição de Carey para o mercado de R&B. Em sua resenha para o álbum, Rich Juzwiak da revista Slant escreveu o seguinte:

"A canção da carreira de Carey, onde as pinceladas líricas são tão amplas e óbvias quanto nuas. Mariah, a cantora, adapta-se perfeitamente ao seu estilo cantado, encaixando sua faixa multi-oitava em uma melodia astuta e hipnótica, de modo que quando ela lamenta. no final, você realmente sente isso. Carey avança em direção à maturidade musical ao abraçar, não ignorando o hip-hop. Este é o auge de sua elegância e talvez da hip-hop-soul também".

Enquanto "Breakdown" serviu como o terceiro single do álbum nos Estados Unidos, Nova Zelândia e Austrália, "The Roof" foi lançado na Europa. Ele apresentou um desempenho fraco nas paradas, chegando ao número 96 no Reino Unido, e se saindo ligeiramente melhor nos Países Baixos, onde chegou ao número 63. Embora não tenha sido comercialmente lançado nos EUA, o videoclipe da música recebeu uma forte rotação na MTV e Vh1, devido à popularidade do álbum. "My All" foi escolhido como o quinto e último single do álbum. A música foi a música mais bem sucedida comercialmente no Butterfly, tornando-se o décimo terceiro pódio de Carey nos EUA, e alcançou o top dez em toda a Europa. Na França, "My All" alcançou o número seis e foi certificado como prata pelo Syndicat National de l'Édition Phonographique (SNEP). Nos Estados Unidos, a canção terminou em número de dezessete, na parada de Fim de ano da Billboard, sendo o mais alto single da cantora no ano de 1998.

### #Butterfly25
Em setembro de 2022, em comemoração ao vigésimo quinto aniversário do álbum, Carey anunciou uma reedição deluxe "com oito novas faixas bônus das sessões de Butterfly", intitulada Butterfly: 25th Anniversary Expanded Edition. Isso foi anunciado junto com merchandise, novos lançamentos em vinil, remasterização em 4K dos videoclipes do álbum, e um documentário do making of do videoclipe de "Honey".

## Recepção da crítica
| Críticas profissionais        | Críticas profissionais |
| Avaliações da crítica         | Avaliações da crítica  |
| Fonte                         | Avaliação              |
| ----------------------------- | ---------------------- |
| AllMusic                      | [ 17 ]                 |
| Entertainment Weekly          | B-                     |
| The New York Times            | (Positiva)             |
| Rolling Stone                 | [ 25 ]                 |
| The Rolling Stone Album Guide | [ 26 ]                 |
| Slant                         | [ 19 ]                 |
| Robert Christgau              | Negativo               |

Butterfly recebeu críticas positivas de críticos de música. Nathan Brackett, editor sênior da Rolling Stone e autor de The Rolling Stone Album Guide, elogiou os produtores do álbum e os vocais "mais controlados" de Carey. Brackett notou uma conexão entre muitas das letras de Carey e sua separação de Mottola. Jon Pareles, editor do The New York Times, chamou Butterfly de "um novo rumo" na carreira de Carey. Ele escreveu: "Carey vendeu dezenas de milhões de álbuns ao ser a vizinha com o surpreendente alcance vocal ... mas em "Butterfly" Carey transformou sua voz em um sussurro arejado, como se ela preferisse encantar os ouvintes". Além de comentar sobre o seu desvio do trabalho anterior, ele observou canções em que Carey alude ao seu casamento fracassado com Mottola, como "Butterfly" e "Close My Eyes", ambos lançados no álbum após o divórcio com letras sobre deixar o amor ir e a vida se esforça. Além disso, ele escreveu: "Desde que Carey escreve suas próprias letras, os fãs podem esperar um vislumbre de discórdia conjugal ou orgulho em sua autonomia recém-descoberta". David Browne da Entertainment Weekly deu a Butterfly B- em sua revisão. Browne escreveu: "Em Breakdown, [Carey] demonstra que ela pode combinar com o fraseado destacado e lite-reggae de seus convidados, dois membros do Bone Thugs-N-Harmony". Ele descreveu um aumento da intimidade na música, mas notou que o arranjo tornou difícil ouvir as letras que Carey estava cantando. "Breakdown é inegavelmente agradável, com pouco do bombástico conquistador geralmente associado com Carey. Mas também é a última coisa que alguém poderia esperar dela: suavemente discreto".
Em uma retrospectiva do álbum, Stephen Thomas Erlewine do Allmusic, apreciou a nova direção da música de Carey, comentando o aumento da sensação urbana no trabalho. Ele descreveu o disco como "uma coleção de singles de sucesso cercados por um enchimento elegante" e "enquanto [as músicas] são todas bem trabalhadas, muitas delas se misturam quando ouvidas pela primeira vez". No entanto, ele notou um aumento no controle de sua voz, o que o levou a descrever algumas das baladas como 'Butterfly' e 'Breakdown' como entre seus melhores trabalhos. Ele disse que Butterfly é um dos melhores álbuns de Carey e que ela "continua melhorando e aperfeiçoando sua música, o que faz dela uma raridade entre seus colegas dos anos 90". Rich Juzwiak da Slant Magazine premiou o álbum com quatro e meio de cinco estrelas, chamando-o de "elegante" e elogiando os vocais maduros de Carey. Juzwiak particularmente elogiou "Breakdown", que ele chamou de uma das melhores faixas do álbum. Dos vocais de Carey, ele escreveu: "A faixa relativamente alta e fina em que ela canta quando não está cantando (e isso com frequência) pode ser a mais importante das mudanças de Butterfly, já que marca a primeira vez que Mariah a vocalista parece consistentemente real. Ela é totalmente com alma". Em seu guia do consumidor para The Village Voice, o crítico Robert Christgau deu a Butterfly uma classificação "negativa", indicando "um disco ruim cujos detalhes raramente merecem mais tempo de reflexão".

### Reconhecimento
| Publicação | Reconhecimento                        | Rank | Ref.   |
| ---------- | ------------------------------------- | ---- | ------ |
| Complex    | Os melhores álbuns de R&B dos anos 90 | 5    | [ 30 ] |

Butterfly, foi reconhecido pela crítica como um dos melhores álbuns de Carey naquele momento em sua carreira, recebendo vários prêmios e sendo indicado para os outros. No Billboard Music Award, Carey recebeu um prêmio honorário, reconhecendo sua conquista de ser a primeira "A artista feminina solo na história com maior número de singles em primeiro lugar". "Honey" foi indicado no Grammy Awards de Best Female R&B Vocal Performance e Best R&B Song, enquanto "Butterfly" foi indicado para Best Female Pop Vocal Performance. Butterfly ganhou o Japan Gold Disc Award na categoria "Álbum internacional pop do ano". Por Butterfly, Carey ganhou o American Music Award de Favorite Soul/R&B Female Artist em 1998. Além disso, o álbum ganhou o Prêmio BMI Pop de Compositor do Ano e os prêmios Songwriter por "Honey", "Butterfly" e "My All". No Soul Train Music Awards, em 1998, Carey ganhou os prêmios para o Artista Aretha Franklin do Ano e Soul Train Lady of Soul, que foram entregues a ela por Chris Tucker e Patti Labelle.
Butterfly foi indicado no NAACP Image Awards de 1998 , na categoria Outstanding Female Artist. No Blockbuster Entertainment Awards, Carey foi nomeado o compositor do ano e recebeu o prêmio Song of the Year. No World Music Awards de 1998, Carey ganhou dois dos principais prêmios da noite; o Artista de R&B Mais Vendido no Mundo e o Artista de Gravação mais vendido do mundo dos anos 90. Carey estava descontente por não ganhar nenhum dos prêmio no Grammy mais uma vez, mas isso foi compensado pelo sucesso de sua turnê, que estava acontecendo durante a premiação. Segundo o autor Marc Shapiro, "Nenhuma quantidade de prêmios poderia substituir a aceitação popular de Butterflye a sensação de que ela agora estava livre para viver sua própria vida -. criativamente e pessoalmente". Em uma recente lista compilada por uma seleção de críticos de rock, Butterfly foi escolhido como um dos 1001 álbuns que você deve ouvir antes de morrer.
O álbum foi lançado com duas capas diferentes e em 2007 uma delas foi listada na lista das Capas de Álbum Mais Sexys pela revista Maxim.

## Desempenho comercial
Butterfly estreou na primeira posição da Billboard 200, vendendo 236 mil cópias na primeira semana após o lançamento. Manteve essa posição por uma semana e permaneceu no top vinte por 21 semanas; permanecendo no gráfico por 55 semanas, incluindo uma reestreia. O álbum alcançou suas maiores vendas semanais na 14ª e 15ª semanas de seu lançamento, quando foi o número oito na parada, chegando a 283 000 vendas na 15ª semana. Ele também atingiu o número três no Top R&B/Hip-Hop Albums. Nos Estados Unidos, Butterfly foi certificado cinco vezes platina pela Recording Industry Association of America (RIAA), pelas mais de cinco milhões de cópias vendidas. A Nielsen SoundScan estima as vendas do álbum em 3 807 000 cópias nos EUA. No Canadá, o álbum estreou no número um e foi certificado de platina dupla pela Canadian Recording Industry Association (CRIA), pelas mais de 200 000 unidades comercializadas do álbum. Butterfly debutou no número um na Austrália e recebeu uma certificação de dupla platina da Australian Recording Industry Association (ARIA), indicando vendas de 140 000 unidades.
Na Europa, o Butterfly alcançou o top cinco em vários países europeus. Recebendo uma certificação de platina pela International Federation of the Phonographic Industry (IFPI), pelas mais de um milhão de cópias comercializadas em solo europeu. No Reino Unido, Butterfly atingiu o número dois, e foi certificado como ouro pela British Phonographic Industry (BPI), pelas mais de 100 000 cópias vendidas. Na França, o álbum atingiu o número seis, onde foi certificado como ouro duplo pelo Syndicat National de l'Édition Phonographique (SNEP). As vendas do Butterfly na França estão estimadas em 292 000.
Como com muitos dos discos anteriores de Carey, Butterfly se tornou um grande sucesso na Ásia. No Japão, o disco estreou em primeiro lugar nas paradas de álbuns. O álbum foi certificado como o Million Award pela Recording Industry Association of Japan (RIAJ), pelas mais de um milhão de cópias do produto comercializadas. Em Hong Kong, Butterfly terminou como um dos vinte álbuns estrangeiros mais vendidos de 1997, recebendo uma certificação de platina pela IFPI. Globalmente, Butterfly vendeu mais de 10 milhões de cópias.

## Legado
"Foi um processo extenuante; não vou dizer que foi fácil. Eu me levantava às 3 da manhã todos os dias, e trabalhava até as 9 da manhã do dia seguinte – por quatro horas seguidas, nadando nos meus sapatos Gucci. Não posso dizer que eu realmente pulei do telhado, mas mergulhei na piscina. Mas eu realmente usei e nadei naqueles sapatos, e eu não estava feliz.

—Carey, falando sobre sua exaustiva experiência no set de "Honey".
O primeiro single do álbum, Honey, foi notável por mostrar Carey mais próxima do hip hop e R&B do que antes. O videoclipe ganhou mais atenção, já que Carey, pela primeira vez em sua carreira, estava vestida provocativamente, dando aos espectadores um "gosto da Mariah mais livre". O conceito do vídeo filmado em Porto Rico foi criado por Carey, com Paul Hunter sendo o diretor. Apresentando um tema de James Bond, Carey foi uma "agente muito sexy", nas palavras de Nickson, que escapa de uma grande mansão em que ela foi mantida em cativeiro. Carey disse sobre o vídeo: "Eu realmente não acho que o vídeo seja abertamente sexual, mas para mim - quero dizer que as pessoas achavam que eu era a versão noventa de Mary Poppins!". Na época do lançamento do vídeo, Carey e Mottola estavam no meio do processo de divórcio. Tabloides e críticos estavam ligando o tema do vídeo ao casamento de Carey, escrevendo que Mottola a trancava em sua mansão, embora ela negue isso. Em uma entrevista, Carey disse que "Tommy ama o vídeo, ele diz que é o meu melhor vídeo até agora". O sócio de Carey há seis anos, Afanasieff, sentiu que o vídeo era inegavelmente sobre Mottola.
O videoclipe de "The Roof" ficou em 18 º lugar no "100 Greatest Music Videos" da revista Slant. Sal Ciquemani, da Slant, deu ao vídeo uma crítica positiva, elogiando Carey por combinar a sensualidade com um "conto sofisticado de um encontro sexy no terraço". O vídeo mostra Carey relembrando um amor passado e uma noite chuvosa que eles passaram juntos em um terraço. O vídeo se passa dentro de uma limusine escura, um decrépito apartamento em Nova Iorque, e um terraço, onde, de acordo com a Slant, "Carey aparece com mais vulnerabilidade, com rímel escorrendo e encharcada, numa noite fria e chuvosa". Na conclusão de sua resenha do vídeo, Ciquemani escreveu: "Quando Carey sobe pelo teto solar da limusine e aproveita a cálida chuva de novembro, ela não está bêbada com o espumante, mas com a lembrança de delícias passadas". O vídeo de "My All" também foi um dos vídeos mais notáveis da Butterfly. O vídeo apresentava Carey em vários lugares, incluindo um navio submerso, um farol e uma grande concha flutuando na costa. Em cada uma das cenas, Carey é mostrada lamentando seu amor e ansiando por ser reunida com ele mais uma vez. No clímax do vídeo, Carey encontra seu amor no farol, onde eles acariciam e entram no "abismo da noite". Segundo o autor Chris Nickson, as cenas de Carey no navio mostraram sua vulnerabilidade sem o seu amado, enfatizando verdadeiramente o anseio caracterizado na música.

## Lista das faixas
| Butterfly – Edição padrão |                                                     | |                                 |         |  |
| N.º                       | Título                                              | Compositor(es) | Produtor(es)                    | Duração |  |
| 1.                        | "Honey"                                             | Carey Sean "Puffy" Combs Kamaal Fareed Steven Jordan Stephen Hague Bobby Robinson Ronald Larkins Larry Price Malcolm McLaren | Combs The Ummah Stevie J Carey  | 5:02    |  |
| 2.                        | "Butterfly"                                         | Carey Walter Afanasieff | Carey Afanasieff                | 4:36    |  |
| 3.                        | "My All"                                            | Carey Afanasieff | Carey Afanasieff                | 3:53    |  |
| 4.                        | "The Roof (Back in Time)"                           | Carey Jean-Claude Olivier Samuel Barnes Cory Rooney                                                                          | Poke and Tone Carey             | 5:15    |  |
| 5.                        | "Fourth of July"                                    | Carey Afanasieff | Carey Afanasieff                | 4:23    |  |
| 6.                        | "Breakdown" (com part. de Krayzie Bone e Wish Bone) | Carey Anthony Henderson Charles Scruggs Stevie J                                                                             | Carey Stevie J Combs            | 4:45    |  |
| 7.                        | "Babydoll"                                          | Carey Missy Elliott Rooney Stevie J                                                                                          | Carey Rooney                    | 5:07    |  |
| 8.                        | "Close My Eyes"                                     | Carey Afanasieff | Carey Afanasieff                | 4:22    |  |
| 9.                        | "Whenever You Call"                                 | Carey Afanasieff | Carey Afanasieff                | 4:22    |  |
| 10.                       | "Fly Away (Butterfly Reprise)"                      | | Carey ( co. ) Morales ( co. )   | 3:49    |  |
| 11.                       | "The Beautiful Ones" (com part. de Dru Hill)        | Prince | Carey Rooney                    | 7:00    |  |
| 12.                       | "Outside"                                           | Carey Afanasieff | Carey Afanasieff Rooney ( co. ) | 4:46    |  |
| Duração total:            | Duração total:                                      | Duração total: | Duração total:                  | 57:20   |  |

| Butterfly – Faixas bônus da edição brasileira e japonesa |                                                           | |                                                      |         |  |
| N.º                                                      | Título                                                    | Compositor(es)                                                                                       | Produtor(es)                                         | Duração |  |
| 13.                                                      | "Honey" (So So Def Radio Mix) (com part. de Da Brat e JD) | Carey Robinson Hague Larkins Price McLaren Freddie Perren Alphonzo Mizell Berry Gordy Dennis Lussier | Jermaine Dupri Manuel Seal ( co. )                   | 3:59    |  |
| 14.                                                      | "Honey" (Def Club Mix)                                    | Carey Robinson                                                                                       | Morales ( co. ) Carey ( co. ) Albert Cabrera ( co. ) | 6:17    |  |
| Duração total:                                           | Duração total:                                            | Duração total:                                                                                       | Duração total:                                       | 67:36   |  |

| Butterfly – Faixa bônus da edição latino-americana |                |                               |                  |         |  |
| N.º                                                | Título         | Compositor(es)                | Produtor(es)     | Duração |  |
| 15.                                                | "Mi Todo"      | Carey Afanasieff Manny Benito | Carey Afanasieff | 3:53    |  |
| Duração total:                                     | Duração total: | Duração total:                | Duração total:   | 71:29   |  |

| Butterfly – Faixas bônus da edição expandida comemorativa de 25 anos |                                                             |                                                                        |                                                |         |  |
| N.º                                                                  | Título                                                      | Compositor(es)                                                         | Produtor(es)                                   | Duração |  |
| 13.                                                                  | "Whenever You Call" (com Brian McKnight)                    | Carey Afanasieff                                                       | Carey Afanasieff                               | 4:22    |  |
| 14.                                                                  | "The Roof (Whenever I Feel the Need)" (com part. de Brandy) | Carey Olivier Barnes Rooney Johnson Muchita                            | Carey Daniel Moore II Tremaine "Six7" Williams | 4:54    |  |
| 15.                                                                  | "Butterfly" (ao vivo no The Late Show With David Letterman) | Carey Afanasieff                                                       |                                                | 4:14    |  |
| 16.                                                                  | "My All" (ao vivo no VH1 Divas 1998)                        | Carey Afanasieff                                                       |                                                | 5:28    |  |
| 17.                                                                  | "Fourth of July" (acapella)                                 | Carey Afanasieff                                                       | Carey Afanasieff                               | 4:16    |  |
| 18.                                                                  | "Outside" (acapella)                                        | Carey Afanasieff                                                       | Carey Afanasieff                               | 4:16    |  |
| 19.                                                                  | "Butterfly" (Amorphous Anniversary Club Mix)                | Carey Afanasieff                                                       | Carey Afanasieff Amorphous                     | 6:06    |  |
| 20.                                                                  | "Honey" (Another Taste of Honey David Morales Remix)        | Carey Combs Fareed Jordan Hague Robinson Larkins Price McLaren Morales | Morales                                        | 7:55    |  |
| Duração total:                                                       | Duração total:                                              | Duração total:                                                         | Duração total:                                 | 98:51   |  |

Notas
- "Honey" contém amostras de "The Body Rock" de The Treacherous Three (1980) e "Hey DJ" de The World's Famous Supreme Team (1984).
- "The Roof" contém amostras de "Shook Ones" de Mobb Deep (1994) e "Rock Box" e Run-DMC (1984).
- "Fly Away (Butterfly Reprise)" contém amostras de "Someone Saved My Life Tonight" de Elton John (1975).
- "Honey (So So Def Radio Mix)" contém amostras de "It's Great to Be Here" de The Jackson 5 (1971) e uma interpolação de "Hey DJ" de The World's Famous Supreme Team (1984).

## Equipe
| Adaptado das notas do encarte do Butterfly. - Mariah Carey – vocais principais, vocais de fundo - Walter Afanasieff – teclados, teclados adicionais, sintetizadores, - Dave Hall – sintetizadores, teclados, programação de ritmo - David Cole – teclados - Sean "Puffy" Combs – vocais de fundo, teclados, sintetizadores - Cory Rooney – programação de bateria, teclados - Kamaal Fareed – programação, bateria - James T. Alfano – programação, guitarras - Anthony Henderson – guitarras, vocais de fundo, teclados - Charles Scruggs – baixo, vocais de fundo, teclados - Steven Jordan – programação - Cindy Mizelle – vocais de fundo - Melonie Daniels – vocais de fundo - Kelly Price – vocais de fundo - Shanrae Price – vocais de fundo | Produção - Mariah Carey – arranjadora - Dave Hall – arranjador - Walter Afanasieff – arranjador - Missy Elliott – arranjador - Albert Johnson – engenharia vocal, baixo, bateria - David Morales – sintetizadores, percussão de tambor, baixo - Bobby Robinson – engenheiro, misturador de pista - Lyndell Fraser – engenheira, engenheira de mixagem - David Gleeson – engenheiro - Dana Jon Chappelle – engenheira, engenharia vocal - Chave de Acar – engenheiro - Frank Filipetti – engenheiro - Mark Krieg – 2º engenheiro - Kirk Yano – engenheiro de rastreamento adicional - Mick Guzauski – mistura - Bob Ludwig – masterização, Gateway Master Studios |

## Desempenho nas tabelas musicais
| Chart (1997)                            | Maior posição |
| --------------------------------------- | ------------- |
| Alemanha (Offizielle Deutsche Charts)   | 7             |
| Austrália (ARIA)                        | 1             |
| Áustria (Ö3 Austria Top 40)             | 5             |
| Bélgica (Ultratop Flandres)             | 6             |
| Bélgica (Ultratop Valônia)              | 2             |
| Canadá (Billboard)                      | 1             |
| Dinamarca (Hitlisten)                   | 13            |
| Estados Unidos (Billboard 200)          | 1             |
| Estados Unidos (Top R&B/Hip Hop Albums) | 3             |
| Escócia (Official Scottish Albums)      | 10            |
| Espanha (PROMUSICAE)                    | 5             |
| Europa (Billboard European Albums)      | 2             |
| Finlândia (Suomen virallinen lista)     | 12            |
| França (SNEP)                           | 6             |
| Hungria (MAHASZ)                        | 20            |
| Irlanda (IRMA)                          | 6             |
| Itália (FIMI)                           | 2             |
| Japão (Oricon)                          | 1             |
| Malásia (RIM)                           | 4             |
| Noruega (VG-lista)                      | 5             |
| Nova Zelândia (RMNZ)                    | 4             |
| Países Baixos (Dutch Charts)            | 1             |
| Reino Unido (Official Albums Chart)     | 2             |
| Reino Unido (UK R&B Albums Chart)       | 1             |
| Suécia (Sverigetopplistan)              | 4             |
| Suíça (Schweizer Hitparade)             | 3             |

| Chart (1997)                                      | Posição |
| ------------------------------------------------- | ------- |
| Alemanha (Offizielle Top 100)                     | 74      |
| Austrália (ARIA)                                  | 27      |
| Bélgica (Ultratop Flanders)                       | 69      |
| Bélgica (Ultratop Wallonia)                       | 39      |
| Canadá (RPM)                                      | 24      |
| Estados Unidos (Billboard 200)                    | 54      |
| Estados Unidos (Billboard Top R&B/Hip-Hop Albums) | 58      |
| Itália (Hit Parade Italia)                        | 34      |
| Japão (Oricon)                                    | 24      |
| Países Baixos (MegaCharts)                        | 70      |
| Reino Unido (OCC)                                 | 63      |
| Suíça (Schweizer Hitparade)                       | 48      |
| Chart (1998)                                      | Posição |
| Estados Unidos (Billboard 200)                    | 21      |
| Estados Unidos (Billboard Top R&B/Hip-Hop Albums) | 30      |